# Jean-Louis Curtis
Jean-Louis Curtis (pseudonym for Louis Laffitte,født 22. maj 1917 i Orthez, død 11. november 1995 i Paris) var en fransk forfatter, der i 1947 fik Goncourtprisen for romanen Les Forêts de la nuit.